# Lyrio Panicali
Lyrio Panicali (Queluz, 26 de janeiro de 1906 — Niterói, 29 de novembro de 1984) foi um maestro, arranjador e pianista brasileiro. Foi ainda diretor musical de vários artistas, entre eles Taiguara, Tito Madi, Elton Medeiros, Agnaldo Timóteo e Raulzito e os Panteras.
Lyrio teve o seu auge na Era de Ouro da Rádio Nacional do Rio de Janeiro. Trabalhando na Companhia Negra de Revistas, no início da década de 1920, desenvolveu carreira de compositor, arranjador e regente, trabalhando além do rádio, no disco e posteriormente na televisão..
Algumas de suas obras:
- “Magia” (Lyrio Panicali/Raimundo Lopes) # Lyrio Panicali e Orquestra.
- “Promessa” (Custódio Mesquita/Evaldo Rui) # Lyrio Panicali e sua Orquestra, 1972.
- “Valsa de uma cidade” (Antônio Maria/Ismael Neto) # Lyrio Panicali e sua Orquestra, 1972.

Foi autor também da música do Hino Popular do Fluminense Football Club em parceria com o autor da letra, Lamartine Babo.
Teve três filhos, Gilberto Panicali, compositor, Nelson, pianista, e Antonio Roberto, engenheiro eletrônico e professor universitário.